# Pteroderes tuberosus
Pteroderes tuberosus is een keversoort uit de familie Ulodidae. De wetenschappelijke naam van de soort is voor het eerst geldig gepubliceerd in 1894 door Germain.